# Polybia
Polybia (лат.) — род общественных ос семейства Vespidae.

## Распространение
Неотропика. Неарктика (2 вида в США).

## Описание
Имеют разнообразную окраску и размеры: черно—жёлтые, чёрные, бурые, красноватые; длина тела 8—17 мм, размах крыльев от 14 до 30 мм.
В Тринидаде (Вест-Индия), социальные осы Polybia rejecta и Angiopolybia pallens проникают в пенные гнёзда мелких лягушек Engystomops pustulosus (размер лягушек 2—3 см), где они охотятся на их яйца (икринки) и головастиков. Потомство лягушек в пенных гнёздах на ранних стадиях почти невосприимчиво к хищничеству ос, но они становятся более уязвимыми по мере того, как гнёзда стареют, пена распадается и уже не скрывает расплод лягушек.
Оса Polybia rejecta также охотится на яйца красноглазой квакши Agalychnis callidryas (размер квакш 5—7 см).

## Систематика
Около 60 видов. Относится к трибе Epiponini.
Выделяют несколько подродов:
- Alpha de Saussure
- Apolopolybia Richards
- Cylindroeca Richards
- Formicicola Richards
- Furnariana Richards
- Myrapetra White
- Pedothoeca Richards
- Platyopolybia Richards
- Polybia Lepeletier
- Synoecoides Ducke
- Trichinothorax Carpenter and Day

### Виды
- Rutilotrixa lateralis (Walker, 1849)
- Rutilotrixa diversa (Paramonov, 1954)
- Polybia aequatorialis Zavattari, 1906
- Polybia affinis Buysson, 1908
- Polybia anglica Cockerell, 1921
- Polybia barbouri Bequard, 1943
- Polybia batesi Richards, 1978
- Polybia belemensis Richards, 1970
- Polybia bicytarella Richards, 1951
- Polybia bifasciata Saussure, 1854
- Polybia bistriata (Fabricius, 1804)
- Polybia brunnea (Curtis, 1844)
- Polybia brunneiceps Cameron, 1912
- Polybia catillifex Moebius, 1856
- Polybia chrysothorax (Lichtenstein)
- Polybia depressa (Ducke, 1905)
- Polybia diguetana Buysson, 1905
- Polybia dimidiata (Olivier, 1791)
- Polybia dimorpha Richards, 1978
- Polybia divisoria Richards, 1978
- Polybia eberhardae Cooper, 1993
- Polybia emaciata Lucas, 1879
- Polybia erythrothoraxla Richards, 1978
- Polybia fastidiosuscula Saussure, 1854
- Polybia ficaria Richards, 1978
- Polybia flavifrons Smith, 1857
- Polybia flavitincta Fox, 1898
- Polybia fulvicauda Cameron, 1912
- Polybia furnaria Ihering, 1904
- Polybia gorytoides Fox, 1898
- Polybia ignobilis (Haliday, 1836)
- Polybia incerta Ducke ,1907
- Polybia invertita Giordani Soika, 1965
- Polybia jurinei Saussure, 1854
- Polybia juruana Ihering, 1904
- Polybia laboriosa Saussure, 1853
- Polybia liliacea (Fabricius, 1804)
- Polybia luctuosus Smith, 1858
- Polybia lugubris Saussure, 1854
- Polybia micans Ducke, 1904
- Polybia minarum Ducke, 1906
- Polybia nausica Richards, 1951
- Polybia nidulatrix Bequard, 1933
- Polybia nigriceps Zavattari, 1906
- Polybia nigrina Richards, 1978
- Polybia oblita Cockerell, 1921
- Polybia occidentalis (Olivier, 1791)
- Polybia parvula
- Polybia parvulina Richards, 1970
- Polybia paulista Ihering, 1896
- Polybia platycephala Richards, 1951
- Polybia plebeja Saussure, 1867
- Polybia procellosa Zavattari ,1906
- Polybia pseudospilonota Giordani Soika, 1965
- Polybia punctata Buysson, 1908
- Polybia quadricincta Saussure, 1854
- Polybia raui Bequard, 1933
- Polybia rejecta (Fabricius, 1798)
- Polybia richardsi Cooper, 1993
- Polybia ruficeps Schrottky, 1902
- Polybia rufitarsis Ducke ,1904
- Polybia scrobalis Richards, 1970
- Polybia scutellaris (White, 1841)
- Polybia selvana Carpenter, 2002
- Polybia sericea (Olivier, 1792)
- Polybia signata Ducke ,1910
- Polybia simillima Smith, 1862
- Polybia singularis Ducke ,1909
- Polybia spilonota Cameron, 1904
- Polybia spinifex Richards, 1978
- Polybia striata (Fabricius, 1787)
- Polybia sulciscutis Cameron, 1912
- Polybia tinctipennis Fox, 1898
- Polybia uruguayensis Giordani Soika, 1965
- Polybia velutina Ducke ,1907